# Olavi Svanberg
Olavi Armas Svanberg (* 10. Dezember 1941 in Sysmä; † 25. August 2002 im Ladogasee, Russland) war ein finnischer Ski-Orientierungsläufer.
Svanberg, der 1972 seinen ersten finnischen Meistertitel gewann, war bereits 33 Jahre alt, als 1975 im südfinnischen Hyvinkää erstmals eine offizielle Weltmeisterschaft im Ski-Orientierungslauf ausgetragen wurde. Svanberg konnte den ersten Weltmeistertitel in einem Einzelwettbewerb vor seinen Landsmännern Jorma Karvonen und Heimo Taskinen gewinnen. Die drei finnischen Medaillengewinnern holten zudem in der Staffel mit Pekka Pökälä Gold vor den Staffeln aus Schweden und der Schweiz. Von 1980 bis 1984 gewann er drei weitere Staffel-Medaillen in Folge (zweimal Silber und einmal Bronze). Bei der Weltmeisterschaft 1982 in Aigen gewann er zudem ein zweites Mal den Einzelwettbewerb, diesmal vor dem Finnen Pertti Tikka und dem Norweger Sigurd Dæhli.
Die finnische Meisterschaft gewann Svanberg zwischen 1972 und 1978 insgesamt viermal. Während seiner Laufbahn gehörte er den Vereinen Kiteen Urheilijat, Sysmän Sisu und Joutsan Pommi an. Von 1998 an war Svanberg Betreuer in der finnischen Ski-Orientierungslauf-Nationalmannschaft.
Svanberg ertrank am 25. August 2002 60-jährig im Ladogasee.